# Двадесет и четвърта пехотна силистренска дружина
24-та пеша Силистренска дружина е формирана с приказ по българската земска войска № 5 от 12 август 1878 г. с местоположение гр. Силистра. Първият командир на дружината е капитан Малинин. Дружината се състои от 4 роти. На 29 май 1878 г. в дружината се явяват на служба първите български унтер-офицери подпоручиците Кутинчев, Данев и Диков.
През 1879 г. командир на дружината е майор Маслов. През 1884 г. командир на Дружината е подполковник Домбковски. От 19 ноември 1884 г. 24-та пеша Силистренска дружина влиза като 3-та дружина в състава на новосформирания 5-и пехотен дунавски полк. На 14 септември 1885 г. в изпълнение на нареждането за изтеглянето на руските офицери от командира на Пети пехотен дунавски полк подполковник Феодоров е обявена заповед №257 за назначението на българските офицери. За командир на 3-та дружина е назначен капитан Данев.